# Akkosaari (ö i Norra Savolax, Norra Savolax, lat 63,37, long 27,89)
Akkosaari är en halvö i Finland. Den ligger i sjön Syväri och i kommunen Lapinlax i den ekonomiska regionen  Övre Savolax   och landskapet Norra Savolax, i den centrala delen av landet, 400 km norr om huvudstaden Helsingfors.